# Bodo Wartke
Bodo Wartke (* 21. Mai 1977 in Hamburg) ist ein deutscher Musikkabarettist, Liedermacher, Schauspieler und Rapper.

## Leben
Bodo Wartke wurde als Sohn eines „bis auf den Tod verfeindeten“ Ärzte-Ehepaares geboren und wuchs in Reinbek und Bad Schwartau – wo seine Mutter Gisela arbeitete – auf. Seine Schwester starb als Säugling, als Bodo Wartke drei Jahre alt war. Nach dem Tod seiner Schwester trennten sich seine Eltern, und Wartke lebte bei seiner Mutter. Wartke absolvierte 1996 die Abiturprüfung am Leibniz-Gymnasium Bad Schwartau und leistete seinen Zivildienst im Städtischen Krankenhaus Süd in Lübeck. 1997 begann er ein Physikstudium in Berlin, wechselte aber nach zwei Semestern für zehn Semester ins Musikstudium auf Lehramt an der Universität der Künste. Von 1998 bis 2004 war Wartke Mitglied bei SAGO, der Akademie für Poesie und Musik von Christof Stählin. Er ist Absolvent der Celler Schule.
Mit acht Jahren verlor Wartke die Fingerkuppe seines linken Ringfingers durch die Abteiltür eines Zuges der Deutschen Bundesbahn. Dieser Verlust habe ihn erst recht motiviert, professionell Klavier zu spielen. Nach eigener Aussage betreibt Wartke gern Snowboarding und Kitesurfen. Nach einer fünffachen Schädelfraktur infolge eines Snowboardunfalls, die ohne Folgeschäden geblieben sei, trete er aber kürzer.
Wartke lebt in Berlin-Kreuzberg und ist seit 2016 Vater eines Sohns.

## Kunst

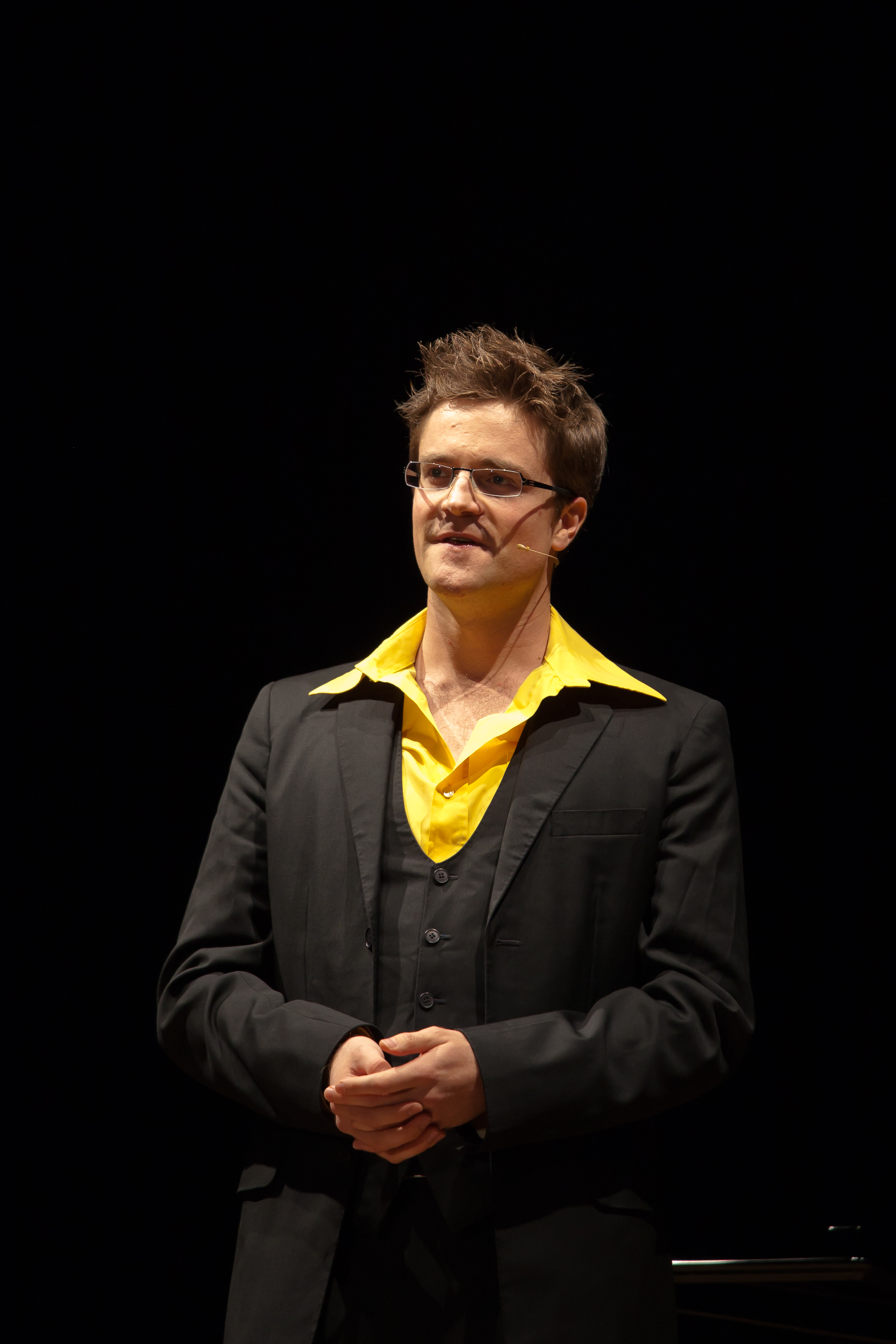
Bodo Wartke bei einem Bühnenauftritt (2011)

Bodo Wartke hat bisher sieben Klavierkabarettprogramme und zwei Theaterstücke veröffentlicht, alle in Zusammenarbeit mit dem Regisseur Sven Schütze. Er ist jährlich mit mehreren Programmen gleichzeitig im deutschsprachigen Raum auf Tour. Neben seinen Soloauftritten als Klavierkabarettist spielt er zwei Best-of-Programme mit Orchestern und eines mit seiner Band. Mit bis zu 100 Auftritten jährlich erreicht er ein Publikum von ca. 80.000 Menschen. 2021/2022 feierte Bodo Wartke sein 25-jähriges Bühnenjubiläum mit einer Jubiläumstour und vielen Aktionen.

### Klavierkabarett
Bei seinen Klavierkabarettauftritten begleitet sich Wartke auf dem Flügel. Er nutzt zudem Instrumente wie Ukulele, Cajón und Mundharmonika. Die Musik und die Texte stammen fast alle aus eigener Feder. Die Texte sind meist deutsch und zeichnen sich immer wieder durch Witz und Wortspiel aus.
Ein häufig wiederkehrendes Thema in seinen Liedern ist die Liebe, die er meist in komischer (Ja, Schatz!), aber auch in ernster Form (An dich, 90 Grad) thematisiert. Besondere Bekanntheit erlangte sein Liebeslied. Dieses besteht aus einer variablen Anzahl von kurzen Strophen mit nahezu identischem Inhalt, die alle in unterschiedlichen Sprachen verfasst sind. 2011 hatte Bodo Wartke diese Strophe in 88 Sprachen in seinem Repertoire, darunter diverse Dialekte aus dem deutschen Sprachraum sowie konstruierte Sprachen wie Esperanto, Sindarin, Quenya oder Klingonisch. Auf seiner Homepage kann man sich mit dem Liebesliedgenerator die Übersetzungen anhören, individuell zusammenstellen, herunterladen und verschicken. Außerdem hat Wartke unter dem Namen Deine Strophe auf seiner Homepage Liebeshymnen für ca. 1.200 Frauennamen auf die Melodie seines Liedes Andrea kostenlos zur Verfügung gestellt.
Wartke widmet sich in seinen Liedern auch politischen und gesellschaftlichen Themen. In Monica rechnet er mit einem proklamierten heuchlerischen Moralverständnis der amerikanischen Gesellschaft sowie George W. Bushs Präsidentschaft ab; in Die Amerikaner greift er antiamerikanische Klischees satirisch auf. Loveparade ist ein ironischer Lobgesang auf die gleichnamige Techno-Parade, Gaffer ein sarkastischer Kommentar zur Sensationsgier und Die Lösung entlarvt toxische Männlichkeit als eine der Ursachen für Faschismus und religiösen Fanatismus. 2016 schrieb er das Lied Nicht in meinem Namen, in dem er sich gegen radikale Auslegung von Religionen ausspricht. Nach dem Terrorangriff der Hamas auf Israel 2023 hat Wartke das Lied überarbeitet, weil er der Meinung war, nicht über religiösen Fanatismus singen zu können und dieses Ereignis auszusparen. In Das Land, in dem ich leben will entwickelte er 2017 seine Utopie von einem lebenswerten Land. Im 2018 veröffentlichten Lied Hambacher Wald positioniert er sich gegen die Räumung des Hambacher Forstes und die Fortführung des Braunkohletagebaus. Seit 2020 beschäftigt sich Wartke in seiner Kunst mit den Missbräuchen in der katholischen Kirche: Im November 2020 erschien das Lied Heilige Schriften 2.0 als Single und Video; im Mai 2021 folgte Das System. Diese Lieder unterstreicht Wartke mit weiterem Engagement für das jeweilige Thema, indem er sie bei Fridays For Future-Demonstrationen aufführt sowie die Einkünfte aus den Stücken an unterschiedliche Organisationen wie Amnesty International, Eckiger Tisch e. V., Offene Gesellschaft e. V., Filia. Die Frauenstiftung, Naturschutzbund Deutschland, INSIDE OUT e. V., Greenpeace oder Ärzte ohne Grenzen spendet.
Weitere wiederkehrende Themen seiner Texte sind Alltagssituationen und der Prozess des musikalischen Komponierens und Aufführens. Ich trau’ mich nicht und Das letzte Stück reihen Situationen des Alltags aneinander, die durch ein gemeinsames verbindendes Motiv charakterisiert werden und sich dabei zuspitzen. Black Keys Matter und Hört ma’ zu! betten Kompositionstechniken und Motive der klassischen Musik in eine Rahmenhandlung ein. In seinem Repertoire finden sich auch Tanznummern und Gedichte, bei denen er sich selbst als Stepptänzer begleitet.
Zu ausgewählten Auftritten begleiten ihn bei einzelnen Stücken Gastmusiker wie etwa GlasBlasSing oder die Geigerin Sonja Firker. Mehrere seiner Lieder, unter anderem Meine neue Freundin und Monica, wurden von A-cappella-Gruppen, darunter Basta und Wise Guys, gecovert. Für einen Auftritt bei einem Liedermacher-Festival sang Bodo Wartke das Stück Andrea gemeinsam mit der Gruppe Viva Voce, ebenso Ja, Schatz! und das Liebeslied. Mit der Nachfolgegruppe der Wise Guys Alte Bekannte nahm er sein Lied Nicht in meinem Namen auf.

### Beschäftigung mit dem Werk Mozarts
Bodo Wartke greift in seiner Kunst wiederholt klassische Stücke auf: Sein Programm Noah war ein Archetyp enthält das Klavierstück Alla Turca Stomp, das ohne gesangliche Begleitung auskommt und eine Adaption von Wolfgang Amadeus Mozarts bekanntem Rondo aus der Klaviersonate Nr. 11 darstellt. In Klaviersdelikte ist eine bearbeitete Version von Mozarts Sonata facile enthalten. Und im Programm Wandelmut spielt er eine Variation von Mozarts Eine kleine Nachtmusik.
Seit einigen Jahren arbeitet Wartke an einer neuen Version von Die Zauberflöte, für die er das gesamte Libretto von Emanuel Schikaneder in moderne Sprache umschreibt und dabei die darin enthaltene Misogynie und den Rassismus eliminiert. Bei seinen Auftritten spielt er bereits Teile daraus.
Weitere Komponisten, mit denen sich Wartke beschäftigt hat, sind Arnold Schönberg und Ludwig van Beethoven. In Black Keys Matter betrachtet er das demokratische Prinzip des kompositorischen Verfahrens der von Schönberg geprägten Zwölftontechnik. Mit Für Elise - Bestandteil des Programms Wandelmut - und der Mondscheinsonate - zu hören im Programm Wunderpunkt -  betextet er zwei, ursprünglich rein instrumentale Stücke Beethovens.
Die Idee, alte Texte neu zu reimen und damit dem heutigen Publikum verständlich zu machen, hat Wartke bereits zu zwei Theaterstücken inspiriert.

### Theaterstücke
Seine Theaterauftritte bestreitet er mit zwei Programmen: König Ödipus und Antigone. Beide Stücke wurden von 50 Bühnen und Theatergruppen deutschlandweit gespielt; darunter das Hessische Staatstheater Wiesbaden sowie das Wolfgang Borchert Theater in Münster und das Stadttheater Gießen.
Das Ein-Mann-Theaterstück König Ödipus stellte Wartke im Mai 2009 vor. Mit dieser modernen Adaption des antiken Dramas und Mythos um König Ödipus geht Wartke auf die Frage der Vorsehung oder Bestimmung ein. Im Jahr 2010 erschien eine Live-DVD dieses Programms, 2019 die überarbeitete Fassung als König Ödipus remastered als DVD und BluRay.
Am 9. April 2018 feierte das Nachfolge-Stück Antigone, ebenfalls eine moderne Adaption des antiken Originals, Premiere im Schmidt Theater Hamburg. Wartke und Melanie Haupt teilen sich die 20 Rollen des Stückes, wobei seine langjährige Bühnenpartnerin die titelgebende Hauptrolle der Antigone verkörpert. Der Theaterfilm Antigone erschien 2019 und wurde im gleichen Jahr von der Deutschen Film- und Medienbewertung (FBW) mit „Prädikat besonders wertvoll“ ausgezeichnet.
Beide Stücke zeichnen sich insbesondere dadurch aus, dass die Texte in eine moderne Sprache übertragen wurden und durchgängig gereimt vorgetragen werden. Verfasst hat Wartke beide Theaterstücke gemeinsam mit Dramaturgin Carmen Kalisch und Regisseur Sven Schütze.
Die Bearbeitung von Antigone fand 2022 als Lehrmaterial Einzug in Publikationen des Westermann-Schulbuchverlags.
Neben Sophokles beschäftigte sich Bodo Wartke auch mit Werken der Dichter Friedrich Schiller und Johann Wolfgang von Goethe. Basierend auf Die Bürgschaft von Schiller und Heidenröslein von Goethe dichtete er Adaptionen für seine Programme Ich denke, also sing' ich und Achillesverse.

### Auftritte mit Orchester und Band
Im Jahr 2012 startete Wartke das Programm Swingende Notwendigkeit. Statt des üblichen Solo-Klavierkabaretts handelt es sich hier um ein Swing-Arrangement von Stücken aus den vorangegangenen Programmen sowie einigen neuen Kompositionen. Hierbei singt und tanzt Wartke, während er vom Capital Dance Orchestra begleitet wird. Die Aufnahmen für eine Live-CD fanden im Oktober 2013 im Berliner Admiralspalast statt, die CD ist am 12. September 2014 erschienen, 2020 folgte eine Aufzeichnung auf DVD/Download.
Zusammen mit dem WDR Funkhausorchester gestaltete er am 20. Februar 2021 einen Auftritt, der im Livestream übertragen wurde. Das Programm Jetzt oder Sinfonie ist als Live-Album als CD, Download sowie auf Vinyl erschienen.
Seit 2022 geht Wartke einmal im Jahr mit seiner Band auf Tour. Die SchönenGutenA-Band – bestehend aus Bosem (Bass), Franky Fuzz (Gitarre) und Robert Memmler (Schlagzeug) – arbeitet seit dem Klavierkabarettprogramm Noah war ein Archetyp 2006 mit Wartke zusammen. Die Musiker interpretieren seine Stücke im Bandarrangement. Das erste Konzert fand im August 2020 als Sneak-Preview-Konzert per Stream beim „Leipstream“ statt. Das Live-Album erschien 2022.

## Weitere Aktivitäten
Im Jahr 2005 gründete Wartke gemeinsam mit seinem langjährigen Freund und Regisseur Sven Schütze die Reimkultur Musikverlag GbR, nachdem verschiedene Musiklabels abgelehnt hatten, ihn zu vertreten. Die „Reimkultur“, die mittlerweile als GmbH & Co. KG geführt wird, betreibt auch den Online-Shop von Marc-Uwe Kling. Das Unternehmen verpflichtet sich der Gemeinwohl-Ökonomie und legt Wert auf ökologisch nachhaltiges Handeln (bspw., indem die CDs und DVDs des Labels mit möglichst wenig Plastik verpackt werden). Sie nimmt in sog. 360-Grad-Betreuung sämtliche Aufgaben rund um die Vermarktung von Wartkes Kunst wahr.
Von 2006 bis 2011 moderierte Wartke das jährlich stattfindende und vom Bayerischen Rundfunk ausgestrahlte Musikfestival Songs an einem Sommerabend, an dem er 2001, 2002, 2004 und 2005 bereits als Künstler mitgewirkt hatte. Durch das Programm führte er mit eigens dafür komponierten Liedern. Auch 2014, 2016 und 2018 trat er dort wieder auf. Durch das Festival ist er eng verbunden mit dem dortigen Stammgast Reinhard Mey.
2022 und 2023 moderierte Wartke das Liedermacherfestival Lieder auf Banz, das anstelle der Songs an einem Sommerabend seit 2017 auf der Klosterwiese des Klosters Banz in Bad Staffelstein stattfindet.
Seit 2007 ist er regelmäßiger Gast beim 3satFestival, seit 2014 auch beim Schleswig-Holstein Musik Festival.
Als Komponist und musikalischer Leiter wirkte er bei einer Hamburger Inszenierung von Dylan Thomas’ Theaterstück Unter dem Milchwald mit, auf Jacques Offenbachs Operette Orpheus in der Unterwelt verfasste er ein deutsches Libretto. Für Roger Ciceros Album Beziehungsweise (2007) schrieb er den Text zu Der Anruf und für den 33. Deutschen Evangelischen Kirchentag in Dresden das Lied … da wird auch dein Herz sein (2011).
Einen neuen Grad der Bekanntheit erreichte Wartke in der zweiten Hälfte 2023 mit seiner rapartigen Interpretation deutscher Zungenbrecher: Zungenbrecher 4.0. Das Stück Der dicke Dachdecker wurde kurz nach der Veröffentlichung auf TikTok und Instagram zum Internetphänomen und erschloss Wartke neue Publikumskreise. Der Künstler veröffentlichte die erste Staffel von insgesamt 32 Zungenbrechern auf weiteren sozialen Kanälen, es folgten weitere Staffeln (Stand Juli 2025: sechs Staffeln). Bereits im Oktober 2023 lag die Gesamtzahl der Aufrufe bei 84 Millionen. Der Zungenbrecher Barbaras Rhabarberbar, begleitet von Marti Fischer, ging im Mai 2024 weltweit auf TikTok viral und es entstand eine passende Tanzchoreografie.
Im Mai 2024 und im Mai 2025 wirkte Wartke an einer Folge der ZDF-Polit-Kabarettsendung Die Anstalt mit.

## Auszeichnungen
Bodo Wartke nennt auf seiner Homepage folgende Auszeichnungen:
- 1996
  - NDR-Comedy-Preis in der Sparte Sonderpreis
- 1998
  - „2. Internationales Varieté- und Comedy-Festival Berlin“ – 1. Preis in der Sparte Comedy
  - „St. Ingberter Pfanne“ – 1. Preis und Publikumspreis
  - Förderung durch die GEMA-Stiftung als Textschaffender (Celler Schule)
- 1999
  - „Wiedertäufer“ (Kleinkunstpreis der Stadt Münster) – 1. Preis
  - Bundeswettbewerb Gesang, 2. Preis in der Sparte „Chanson“
- 2000
  - Bielefelder Kabarettpreis – 1. Preis
  - Münsterländer Kabarettpreis – 1. Preis
  - Sprungbrett (Kabarett-Förderpreis des Handelsblattes)
- 2001
  - „Magdeburger Kugelblitz“ – 1. Preis
  - Tuttlinger Krähe – Publikumspreis
  - Songpoetenpreis für Nachwuchsmusiker der Hanns-Seidel-Stiftung
  - Das Schwarze Schaf – 1. Preis[34]
  - Bundeswettbewerb Gesang – 1. Preis in der Sparte Chanson
  - „Arosa Schneestern“ auf dem Arosa Humor-Festival
- 2003
  - Jugend kulturell – Förderpreis in der Sparte Kabarett, 2. Preis
  - Stuttgarter Besen – Publikumspreis
  - Thüringer Kleinkunstpreis der Stadt Meiningen
- 2004
  - Mindener Stichling
  - Deutscher Kleinkunstpreis in der Sparte Chanson/Musik/Lied
- 2007
  - Preis der Fred- und Irmgard-Rauch-Stiftung für exCELLEnte Texte.
- 2008
  - Das große Kleinkunstfestival, Publikumspreis beim Kleinkunstfestival der Wühlmäuse
  - Internet-Kabarettpreis ZECK, Kategorie „Sound ZECK“ (Musikpreis)
- 2012
  - CD des Monats für Klaviersdelikte, Verein für deutschsprachige Musik e. V.
  - Top Ten der Liederbestenliste (März bis August) mit Christine
- 2017
  - „Prädikat wertvoll“ für Bei dir heute Nacht, Deutsche Film- und Medienbewertung
- 2019
  - „Prädikat besonders wertvoll“      für Antigone Deutsche      Film- und Medienbewertung
- 2023
  - Deutscher Sprachpreis der Henning-Kaufmann-Stiftung[35]
- 2024
  - Bayerischer Kabarettpreis (Musikpreis)
  - Fred Jay Preis – eine Auszeichnung für Textdichter:innen deutschsprachiger Musik von der GEMA Stiftung

## Werke

### Abendfüllende Programme
- Ich denke also sing ich (entwickelt von 1998 bis 2002), erschienen auf:
  - CD (1998)
  - CD „Ich denke, also sing ich – unterwegs“ (aktualisiert, 2001)
  - CD „Ich denke, also sing ich – live 2009“ (aktualisiert, 2009)
  - DVD (2004)
- Achillesverse (Premiere 2003), erschienen auf:
  - CD (Dezember 2003)
  - DVD (November 2005)
  - Konzertmitschnitt Achillesverse XXL - Das ganze Konzert (2005), kostenlos veröffentlicht im September 2024[36]
  - Doppel-CD Achillesverse – live in Berlin (aktualisierte Version, 2006)
- Noah war ein Archetyp (Premiere im November 2006), erschienen auf:
  - Maxi-CD Noah war ein Archetyp – Das erste Mal (Auszüge aus einem spontanen Live-Mitschnitt des Programms bei der Premiere in Alma Hoppes Lustspielhaus, Hamburg, November 2006, erschienen Januar 2007)
  - CD Noah war ein Archetyp – Das Album (November 2007)
  - DVD Noah war ein Archetyp (Aufzeichnung fand am 12. Mai 2008 in Hamburg im Schmidts Tivoli statt)
  - Konzertmitschnitt Noah war ein Archetyp - Das ganze Konzert (2008), kostenlos veröffentlicht im Februar 2025[37]
  - Doppel-CD Noah war ein Archetyp – Zweite Fassung (6. April 2011)
- König Ödipus – Das Solo-Theaterstück (Premiere Mai 2009)
  - DVD König Ödipus – Das Solo-Theaterstück (April 2010)
  - Doppel-DVD/BluRay König Ödipus remastered (November 2019)
- Klaviersdelikte (Premiere im Januar 2012)
  - CD Klaviersdelikte (erste Studio-CD von Bodo Wartke, Februar 2012)
  - Doppel-CD Klaviersdelikte – live in Bremen (September 2013, Aufzeichnung gemeinsam mit DVD Klaviersdelikte)
  - DVD/Blu-Ray Klaviersdelikte (Aufzeichnung fand am 15. und 16. Februar 2013 im Musical Theater Bremen statt, Veröffentlichung September 2013)
- Swingende Notwendigkeit – Best-of-Programm von Bodo Wartke gemeinsam mit The Capital Dance Orchestra (Premiere im Dezember 2012)
  - CD Swingende Notwendigkeit – live in Berlin (12. September 2014)
  - DVD Swingende Notwendigkeit – live und in Farbe (17. April 2020)
- Was, wenn doch? (Premiere am 14. September 2015)
  - CD Was, wenn doch? (8. Juli 2015)
  - DVD/BluRay Bei dir heute Nacht (12. Dezember 2016), kostenlos veröffentlicht im Februar 2025[38]
- Antigone (Premiere am 9. April 2018)[23]
  - DVD/BluRay Antigone (November 2019)
- Wandelmut (Premiere am 4. Februar 2020)[39]
  - CD Wandelmut (4. Mai 2020)
  - DVD/BluRay Wandelmut (14. April 2022)
- Jetzt oder Sinfonie! mit dem WDR Funkhausorchester (Premiere am 26. Februar 2021)[40][41]
  - CD Jetzt oder Sinfonie! (29. Januar 2021)
- In guter Begleitung (Premiere am 31. Mai 2022)
  - CD In guter Begleitung – Live (9. Dezember 2022)
- Wunderpunkt (Premiere am 5. Dezember 2024)[42]

### Sonstige Werke
- Bodo live – Das Konzert (Erste Veröffentlichung auf CD, Produktion gefördert vom NDR als Sonderpreis beim NDR Comedy-Preis 1996; Erste Auflage nicht mehr erhältlich, Neuauflage anlässlich 10-jährigen Bühnenjubiläums; limitierte Auflage 1996 Stk.), CD (1996, 2006)
- Unter dem Milchwald (Soundtrack: Wartke, komponiert 1996, Veröffentlichung auf CD, anlässlich 10-jährigen Bühnenjubiläums; limitierte Auflage 500 Stk.), CD (2004)
- Liedtext für der Anruf auf dem Album beziehungsweise von Roger Cicero
- Abschied im Park (Volume 1-3) (Abschlusskonzerte der ersten drei Klavierkabarett-Programme im Hamburger Stadtpark) drei CDs + Bonus-DVD (Dezember 2020)
- Zungenbrecher 4.0 (Bisher 6 Staffeln, Stand: Juli 2025)
- Barbaras Rhabarberbar (Single mit Marti Fischer; #16 der deutschen Single-Trend-Charts am 24. Mai 2024[43])

### Bücher
- Ich denke also sing ich – Notenbuch. Reimkultur 2005
- Achillesverse – Notenbuch. Reimkultur  2006
- Noah war ein Archetyp – Notenbuch. Reimkultur 2008, Notenheft als Ergänzung zum Notenbuch: Reimkultur 2011
- Bodo Wartke, Sven Schütze, Carmen Kalisch: König Ödipus – Stücktext., Reimkultur 2009, ISBN 978-3-941439-05-4
- Klaviersdelikte – Notenbuch. Reimkultur 2012, Notenheft als Ergänzung zum Notenbuch: Reimkultur 2013
- Einfach machen – Klavierfibel. Reimkultur 2015
- Was, wenn doch? – Notenbuch. Reimkultur 2016
- Bodo Wartke, Sven Schütze, Carmen Kalisch: Antigone - Taschenbuch. Nach dem antiken Drama von Sophokles, Reimkultur 2018, ISBN 978-3-941439-20-7
- Bodo Wartke, Sven Schütze, Carmen Kalisch: Antigone - Textheft. Nach dem antiken Drama von Sophokles, Reimkultur 2018, ISBN 978-3-941439-36-8
- Wandelmut – Notenbuch. Reimkultur 2020
- Wunderpunkt – Notenbuch. Reimkultur 2025
- Bodo Wartke: In Barbaras Rhabarberbar wird niemals der Rhabarber rar - Zungenbrechergeschichten, mit Bildern von Alexandra Junge, Carlsen 2025, ISBN 978-3-551-55962-3 (erscheint am 29. September 2025)